# 23216 Майкхаглер
23216 Майкхаглер (23216 Mikehagler) — астероїд головного поясу, відкритий 24 жовтня 2000 року.
Тіссеранів параметр щодо Юпітера — 3,383.